# Švédské hokejové hry 1997
Švédské hokejové hry 1997 byl hokejový turnaj odehraný od 4. do 9. února 1997 ve Stockholmu.

## Výsledky a tabulka
|    |         | FIN    | SWE     | RUS   | CAN    | CZE   | V | R | P | Skóre | B |
| 1. | Finsko  | Finsko | 4:2     | 5:1   | 4:2    | 5:0   | 4 | 0 | 0 | 18:5  | 8 |
| 2. | Švédsko | 2:4    | Švédsko | 3:1   | 1:2    | 6:3   | 2 | 0 | 2 | 12:10 | 4 |
| 3. | Rusko   | 1:5    | 1:3     | Rusko | 1:1    | 5:1   | 1 | 1 | 2 | 8:10  | 3 |
| 4. | Kanada  | 2:4    | 2:1     | 1:1   | Kanada | 1:2   | 1 | 1 | 2 | 6:8   | 3 |
| 5. | Česko   | 0:5    | 3:6     | 1:5   | 2:1    | Česko | 1 | 0 | 3 | 6:17  | 2 |

| Tým 1   | Výsledek          | Tým 2  |
| ------- | ----------------- | ------ |
| Švédsko | 2:4 (1:1,0:1,1:2) | Finsko |
| Rusko   | 5:1 (2:1,3:0,0:0) | Česko  |
| Finsko  | 5:1 (2:0,2:0,1:1) | Rusko  |
| Švédsko | 6:3 (2:1,3:1,1:1) | Česko  |
| Švédsko | 3:1 (2:0,1:1,0:0) | Rusko  |
| Finsko  | 5:0 (1:0,3:0,1:0) | Česko  |
| Švédsko | 1:2 (0:1,1:1,0:0) | Kanada |
| Rusko   | 1:1 (0:1,0:0,1:0) | Kanada |
| Česko   | 2:1 (0:0,2:1,0:0) | Kanada |
| Finsko  | 4:2 (1:0,0:2,3:0) | Kanada |

## All-Star-Team
| Pozice  | Hráč             |
| ------- | ---------------- |
| Brankář | Andrew Verner    |
| Obránce | Hannu Virta      |
| Obránce | Roger Johansson  |
| Útočník | Sami Mettovaara  |
| Útočník | Michael Nylander |
| Útočník | Per Eklund       |

### Nejlepší hráči
| Pozice  | Hráč             |
| ------- | ---------------- |
| Brankář | Andrew Verner    |
| Obránce | Hannu Virta      |
| Útočník | Michael Nylander |